# آلن ویلیامز (بازیکن راگبی)
آلن ویلیامز (انگلیسی: Alan Williams; ۷ اکتبر ۱۸۹۳ – ۳ دسامبر ۱۹۸۴) بازیکن راگبی ۱۵ نفره اهل ایالات متحده آمریکا بود.